# Taloyoak
Taloyoak (tidigare Spence Bay) (inuktitut: ᑕᓗᕐᔪᐊᕐᒃ) är ett samhälle beläget på Boothiahalvön i det kanadensiska territoriet Nunavut. Samhället ligger 460 km öster om  Cambridge Bay och 1 224 km nordväst om Yellowknife. Befolkningen uppgick 2016 till 1 029 invånare. Befolkningen under 2016 var 1 029.  Taloyoak Airport ligger nära samhället.